# Braulio Baeza (jockey)
Braulio Baeza (Ciudad de Panamá, Panamá, 26 de marzo de 1940) es un jinete panameño del Salón de la Fama de las carreras de caballos pura sangre y uno de los maestros jinetes de pura sangre de nuestro tiempo. En 1963, fue el primer jockey latinoamericano en ganar el Derby de Kentucky. 

## Carrera
Baeza comenzó su carrera deportiva en 1955 en Panamá en el Hipódromo Juan Franco y en marzo de 1960, fue invitado a Miami, Florida, para correr bajo el contrato del propietario/entrenador, Fred Hooper. Corrió su primera carrera en los EE. UU. en la primera carrera el día inaugural de Keeneland, 1960, y la ganó con Foolish Youth.El éxito de Braulio Baeza en América fue instantáneo. Fue el principal ganador de dinero en las carreras estadounidenses de 1965 a 1969, el ganador en 1968 del premio George Woolf Memorial Jockey y el ganador en 1972 y 1975 del premio Eclipse al jinete destacado. Durante su carrera, montó a varios grandes pura sangre, incluidos Buckpasser, Graustark, Dr. Fager y Ack Ack . En 1961, ganó su primer Belmont Stakes. Dos años más tarde, logró su primera victoria en el Derby de Kentucky en Chateaugay, así como su segunda victoria en el Belmont Stakes. En 1969, ganó el Belmont por tercera vez, negando a Majestic Prince la Triple Corona, a bordo del futuro miembro del Salón de la Fama, las Artes y las Letras de Paul Mellon. En 1972, Baeza viajó al hipódromo de York en Inglaterra, donde montó a Roberto de John Galbraith hasta la victoria sobre el previamente invicto Brigadier Gerard en la edición inaugural de la Copa de Oro Benson &amp; Hedges . Ese mismo año, fue al Woodbine Racetrack en Toronto, Ontario, Canadá, donde ganó el prestigioso Canadian International Stakes en Droll Role para el entrenador TJKelly. Baeza fue el jockey a bordo de Foolish Pleasure en la trágica carrera de 1975 contra la gran potranca de 3 años Ruffian, quien tuvo que ser sacrificada después de que se detuvo durante la carrera con una fractura en el tobillo delantero. Braulio Baeza se retiró en 1976 después de haber ganado 3140 carreras en Estados Unidos. Fue incluido ese mismo año en el Museo Nacional de Carreras y Salón de la Fama.